# Kingsmill-Massaker 1976
Das Kingsmill-Massaker ereignete sich während des Nordirlandkonflikts am 5. Januar 1976 im südlichen County Armagh. Dabei wurden zehn protestantische Männer von Angehörigen der Provisional IRA erschossen. Der Vorfall ereignete sich während eines Waffenstillstandes und galt als Höhepunkt einer Reihe von Morden und Vergeltungsschlägen zwischen katholischen und protestantischen Paramilitärs in dieser Region, welche als „Tit-for-tat“ bekannt wurden. Das Kingsmill-Massaker war eines der opferreichsten, mit Schusswaffen verübten Gewaltverbrechen des Nordirlandkonflikts.

## Vorgeschichte
Der Süden des Countys Armagh galt aufgrund der hier operierenden South Armagh Brigade der Provisional IRA (PIRA) als No-go-Area für britische Sicherheitskräfte und wurde von diesen auch als „Bandit Country“ bezeichnet. Die Stärke der IRA in diesem Gebiet war unter anderem auf den hohen Rückhalt in der überwiegend katholischen Bevölkerung und die Lage des Countys an der Grenze zu Irland zurückzuführen, in welchem viele Sympathisanten und Unterstützer lebten. Zudem konnte das Nachbarland auch als Rückzugsgebiet und Operationsbasis genutzt werden, da britischen Truppen ein Überschreiten der Grenze nicht erlaubt war. Nicht selten erfolgten Angriffe von irischem Territorium aus. 
In Armagh operierten jedoch auch protestantische Gruppierungen wie die Mid-Ulster Brigade der Ulster Volunteer Force (UVF) und die Glenanne gang, welcher auch Soldaten des Ulster Defence Regiments (UDR) und Polizisten der Royal Ulster Constabulary (RUC) angehörten. Ab Dezember 1974 fanden Gespräche zwischen den Konfliktparteien statt, die zu einem Waffenstillstand ab Februar 1975 führten. Die IRA wollte ihre Angriffe gegen britische Sicherheitskräfte einstellen, während diese im Gegenzug ihre Fahndungsmaßnahmen reduzierten. 
Einige Kräfte der Provisionals sahen in den Gesprächen mit den Briten eine Verletzung der Grundsätze der IRA und fürchteten eine Schwächung und Infiltrierung ihrer Organisation während der Friedenszeit. Loyalistische Dissidenten dagegen wollten einen britischen Truppenabzug aus Nordirland und einen damit einhergehenden erheblichen Einflussverlust verhindern. Einige Militärs sahen die IRA bereits in der Defensive und mussten nun ihre Operationen einstellen, was die Befürchtung weckte, die „Provos“ könnten sich erholen und verlorenen Boden gutmachen. 
In der Folge kam es zu einer Reihe von als sektiererisch bezeichneten Gewaltverbrechen um den Friedensprozess zu unterminieren. Die bekanntesten Vorfälle waren die „Miami Showband killings“ im Juli 1975 an Mitgliedern einer irischen Rockband, der Angriff auf die protestantische Tullyvallan Orange Hall im September 1975 durch eine selbsternannte South Armagh Republican Action Force sowie die von Protestanten an Katholiken verübten „Reavey and O’Dowd killings“ vom Januar 1976, auf die einen Tag später das Kingsmill-Massaker folgte.

## Ablauf des Massakers
Das Massaker ereignete sich am 5. Januar 1976 gegen 17:30 Uhr auf der Kingsmill Road zwischen Whitecross und Bessbrook, als ein Kleinbus des Typs Ford Transit an einer schwer einsehbaren Stelle von einem uniformierten Mann gestoppt wurde, welcher aufgrund seines Erscheinungsbildes und Dialekts für einen britischen Soldaten gehalten wurde. Kurz darauf tauchten weitere Bewaffnete aus den Büschen der Umgebung auf. Der Kleinbus hatte fünf katholische und zehn protestantische Arbeiter einer Textilfabrik aus Glenanne an Bord, wobei vier der Katholiken bereits in Whitecross ausgestiegen waren. Whitecross war am Vortag der Tatort des Mordes an Mitgliedern der katholischen Familie Reavey. Die protestantischen Arbeiter und der verbliebene Katholik waren aus Bessbrook, der Fahrer des Kleinbusses war ein Protestant aus Mountnorris. 
Die Insassen des Busses mussten aussteigen und sich in einer Reihe aufstellen, wobei der einzige Katholik ausgesondert wurde und sich entlang der Straße entfernen durfte. Auf ein Kommando des Wortführers hin wurden die elf Protestanten durch das Feuer aus halb- und vollautomatischen Gewehren niedergestreckt. Einer der Protestanten überlebte mit 18 Verletzungen und konnte später Angaben zum Hergang des Verbrechens machen. So sollen andere am Boden liegende Überlebende aus nächster Nähe regelrecht exekutiert worden sein. Ein Fluchtfahrzeug der Täter wurde später im irischen County Louth aufgefunden.

## Folgen
Die zehn Todesopfer waren zwischen 19 und 58 Jahren alt und hinterließen 14 Kinder. Die Verantwortung für den Anschlag übernahm die South Armagh Republican Action Force, die erstmals im September 1975 in Erscheinung getreten war und außerhalb der Befehlsgewalt der IRA-Führung operiert haben soll. Da sich die IRA nie zu dem Massaker bekannte, keiner der Täter ausgeforscht werden konnte und zwei Überlebende von einem in englischem Akzent sprechenden Wortführer der Täter berichteten, wird von einigen Stellen eine britische Beteiligung an dem Verbrechen vermutet. 
Der britische Premierminister Harold Wilson gab als Reaktion auf die ausufernde Gewalt die Entsendung des Special Air Service (SAS) nach South Armagh bekannt, womit die Anwesenheit dieser Spezialeinheit in Nordirland erstmals offiziell bestätigt wurde.
Am Tatort wurden etwa 150 Patronenhülsen, Projektile und Fragmente sichergestellt, die mit elf Schusswaffen in Verbindung gebracht werden konnten. Anhand ballistischer Vergleiche wurde festgestellt, dass diese Waffen unter anderem bei 37 Morden und 22 Mordversuchen verwendet wurden.
Im Juni 1976 wurde das IRA-Mitglied Raymond McCreesh beim Angriff auf einen britischen Armeeposten in South Armagh verhaftet. Er trug dabei ein Sturmgewehr, welches als eine der Tatwaffen von Kingsmill identifiziert wurde. Da Waffen der IRA von einem Quartiermeister verwaltet und je nach Vorhaben und Verwendungszweck an unterschiedliche Personen ausgegeben wurden, konnte eine Tatbeteiligung von McCreesh an dem Massaker in Kingsmill nicht nachgewiesen werden. Er starb 1981 während des Hungerstreiks im Maze Prison.
Im Juni 2011 kam das Historical Enquiries Team (HET) der nordirischen Polizei zu dem Ergebnis, dass die Täter aus den Reihen der Provisional IRA stammten und die Opfer aufgrund ihrer Religionszugehörigkeit ermordet wurden. 2013 gab Attorney General John Larkin eine Untersuchung zu dem Massaker in Auftrag. Ein auf dem Fluchtwagen in Irland sichergestellter Handabdruck konnte erst 2016 mit einem 59-jährigen Mann aus dem County Armagh in Verbindung gebracht werden, welcher bereits wegen IRA-Tätigkeiten vorbestraft war. Im Februar 2017 gab der North’s Public Prosecution Service bekannt, dass die vorliegenden Beweise nicht für eine Verurteilung ausreichten, und gab die Einstellung der strafrechtlichen Verfolgung des Verdächtigen bekannt.
Eine Gedenkstätte in Kingsmill erinnert an das Massaker.